# Waverley (roman)
Pour les articles homonymes, voir Waverley.
Waverley ou l'Écosse il y a soixante ans (Waverley: or 'Tis Sixty Years Since en anglais), publié anonymement en 1814, est le premier roman de l'auteur écossais Walter Scott. Sa parution marque, selon Henri Suhamy, « une grande date dans l'histoire de la littérature ». Il est considéré par Louis Maigron comme le premier « vrai » roman historique, et par Georg Lukács comme le premier roman historique « de forme classique ».
Le récit se déroule en Angleterre et en Écosse. Il évoque la seconde rébellion jacobite, celle de 1745. Mêlé à ces événements, un jeune Anglais romanesque et indécis découvre qu'il n'est fait ni pour la dangereuse ivresse de la politique ni pour les cruautés de l'héroïsme. Il va connaître le bonheur domestique et transmettre l'héritage familial.

## Genèse
Nourri dès l'enfance de récits d'anciens combattants, Scott est imprégné des événements de 1745. Il dit avoir écrit en 1805 les sept premiers chapitres de Waverley (jusqu'au départ d'Édouard pour l'Écosse), et les avoir soumis à son ami William Erskine. Ayant recueilli un avis défavorable, il retourne à ses activités poétiques.
Vers 1807-1810, il est au comble de sa gloire en tant que poète. En 1810, dans son poème narratif La Dame du Lac, il évoque déjà les paysages et les mœurs des Highlands : c'est un triomphe inouï. En septembre de cette année-là, il soumet son projet de roman à son ami et associé, l'imprimeur James Ballantyne (en). L'avis manque d'enthousiasme. Scott oublie le manuscrit dans un grenier.
En 1813, il est déçu par la (toute relative) mévente de son dernier poème narratif Rokeby — d'autant qu'il a engagé de coûteux travaux dans sa demeure d'Abbotsford et que son associé Ballantyne connaît de graves difficultés financières. Le succès des romans de Maria Edgeworth (qui évoquent les mœurs de l'Irlande) et la vogue d'autres romans identitaires (ceux de Lady Morgan, de Jane Porter, d'Elizabeth Hamilton) le confortent sans doute dans l'idée de mener à bien une entreprise analogue : réhabiliter en prose les vieilles coutumes et les habitants de l'Écosse, « susciter de la sympathie pour leurs vertus et de l'indulgence pour leurs faiblesses ». Il reprend la rédaction de Waverley. 
Scott a 42 ans lorsque son premier roman paraît de façon anonyme le 7 juillet 1814 chez Archibald Constable and Co à Édimbourg et chez Longman, Hurst, Rees, Orme and Brown à Londres.

## Époque et lieux du récit

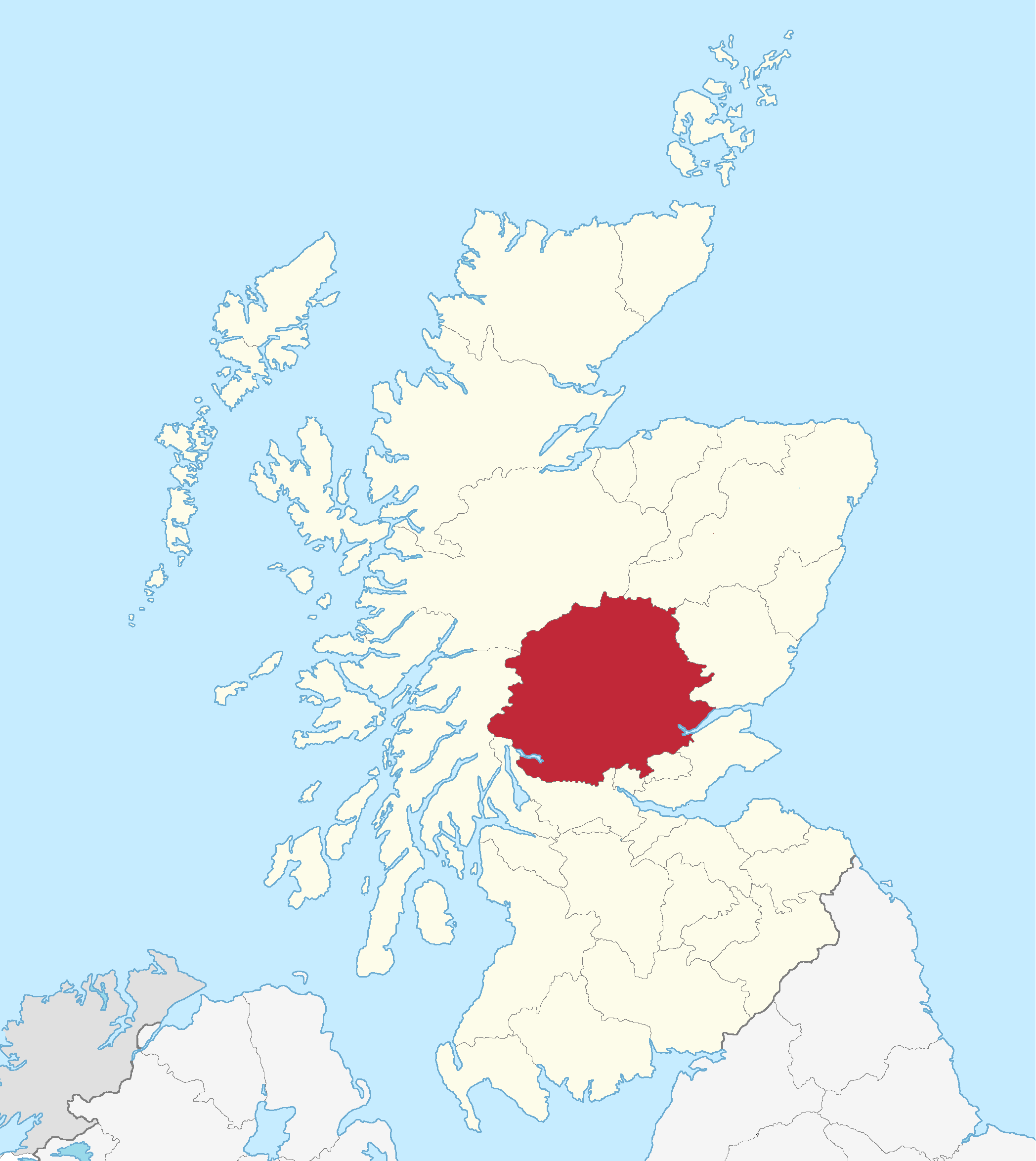
L'ancien comté du Perthshire, en Écosse.

Les premiers et les derniers chapitres se passent en Angleterre. Une bonne partie du récit a pour cadre le Perthshire, en Écosse : dans les Lowlands (basse terres) de l'est, avec une longue incursion dans le sud des Highlands (montagnes). Trois affrontements évoqués dans le récit permettent de le dater précisément : la bataille de Prestonpans (dans l'East Lothian, en Écosse) le 21 septembre 1745 ; l’escarmouche de Lord Lonsdale (à environ un mille de Clifton, dans le Cumberland, en Angleterre) le 19 décembre ; et la bataille de Culloden (près d'Inverness, en Écosse) le 16 avril 1746.

## Cadre historique

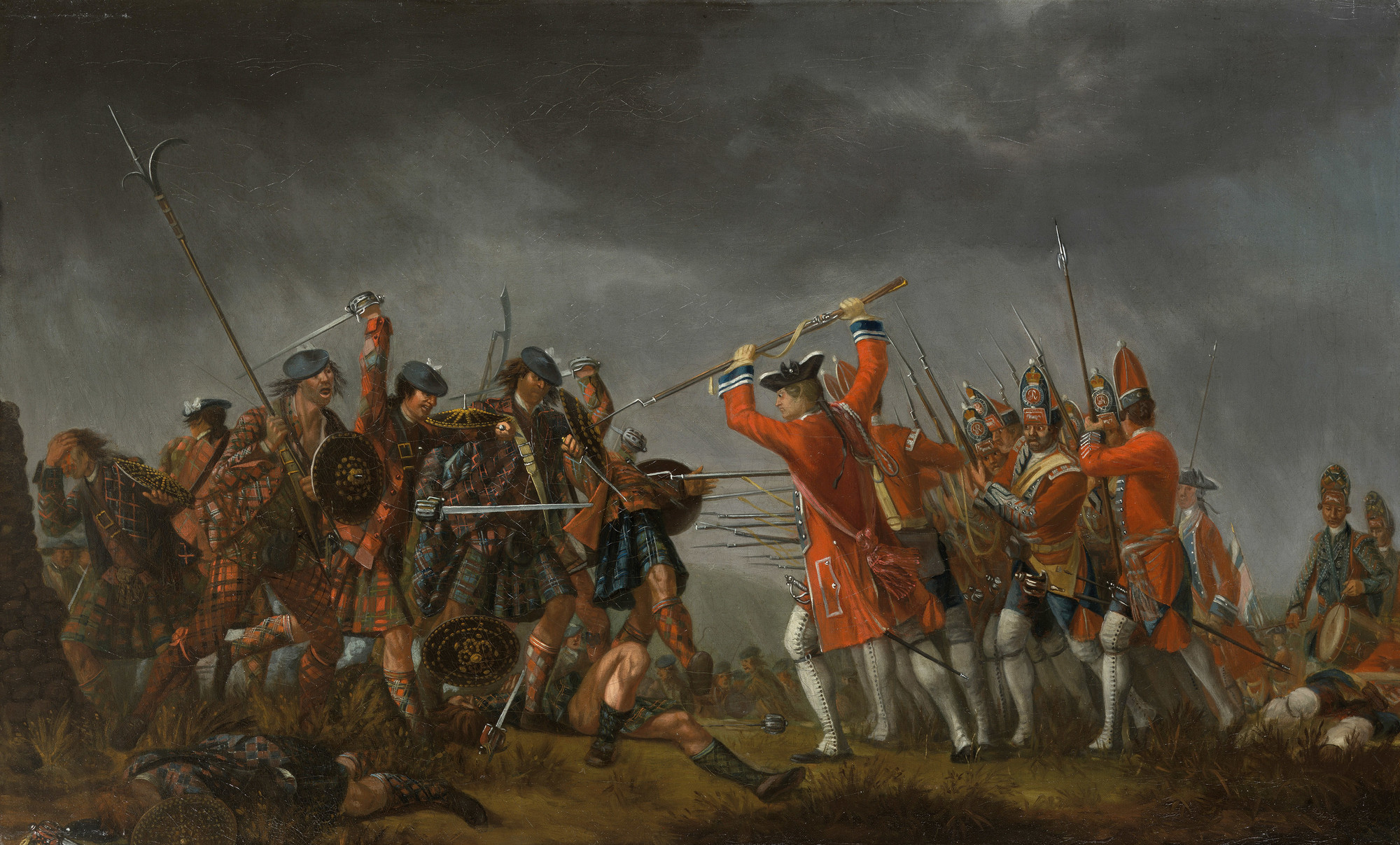
La bataille de Culloden.

Le récit met à nu les ressorts de la crise aboutissant à la rébellion jacobite de 1745. Le conflit oppose l'armée du roi en place, le protestant George II de Hanovre, aux jacobites commandés par le prince catholique Charles Édouard Stuart, petit-fils de Jacques VII d'Écosse (Jacques II d'Angleterre) et fils du prétendant Jacques François Stuart.

## Résumé
Édouard Waverley, jeune noble anglais rêveur et indolent, est élevé en partie par son père et en partie par son oncle, l’un whig et travaillant pour le gouvernement hanovrien, l’autre tory et perpétuant la tradition jacobite de la famille.
Par son père, Édouard obtient une compagnie de dragons dans l’armée de la maison régnante, la maison de Hanovre. Il est en garnison à Dundee, en Écosse, où il a vite fait de s’ennuyer. Il profite d’une permission pour rendre visite au baron Bradwardine, ami jacobite de son oncle, qui vit au pied des montagnes du Perthshire. Bradwardine a une fille, Rose, qui s’éprend d’Édouard.
La spectaculaire irruption d’un Highlander armé de pied en cap enflamme la curiosité et l’imagination romanesque d’Édouard. Il aimerait se donner le frisson d’observer ces créatures étranges dans leur élément naturel. Ignorant complètement que la situation politique est explosive, le jeune officier se laisse entraîner en touriste candide dans les sombres montagnes. Il y rencontre le bandit Donald Bean Lean, puis le chef de clan Fergus MacIvor. Il tombe amoureux de Flora, la sœur de Fergus. Et il participe, lui, officier hanovrien, à une chasse au cerf qui n’a d’autre objet que de recruter des combattants en vue de la deuxième rébellion jacobite.
Édouard, accoutumé dès l’enfance à disposer de son temps comme bon lui semble, ne se doute pas que les permissions ont une fin et que les déserteurs risquent gros. Préfigurant le Meursault de Camus, il a la surprise, au beau milieu du livre, de voir ses flâneries anodines, ses rencontres de hasard, son attitude détachée lui revenir soudain au visage comme autant d’éléments à charge. Accusé d’avoir prêté son nom à la propagande rebelle et d’avoir fomenté une mutinerie jacobite au sein de sa compagnie, arrêté, destitué, Édouard doit être conduit au château de Stirling.

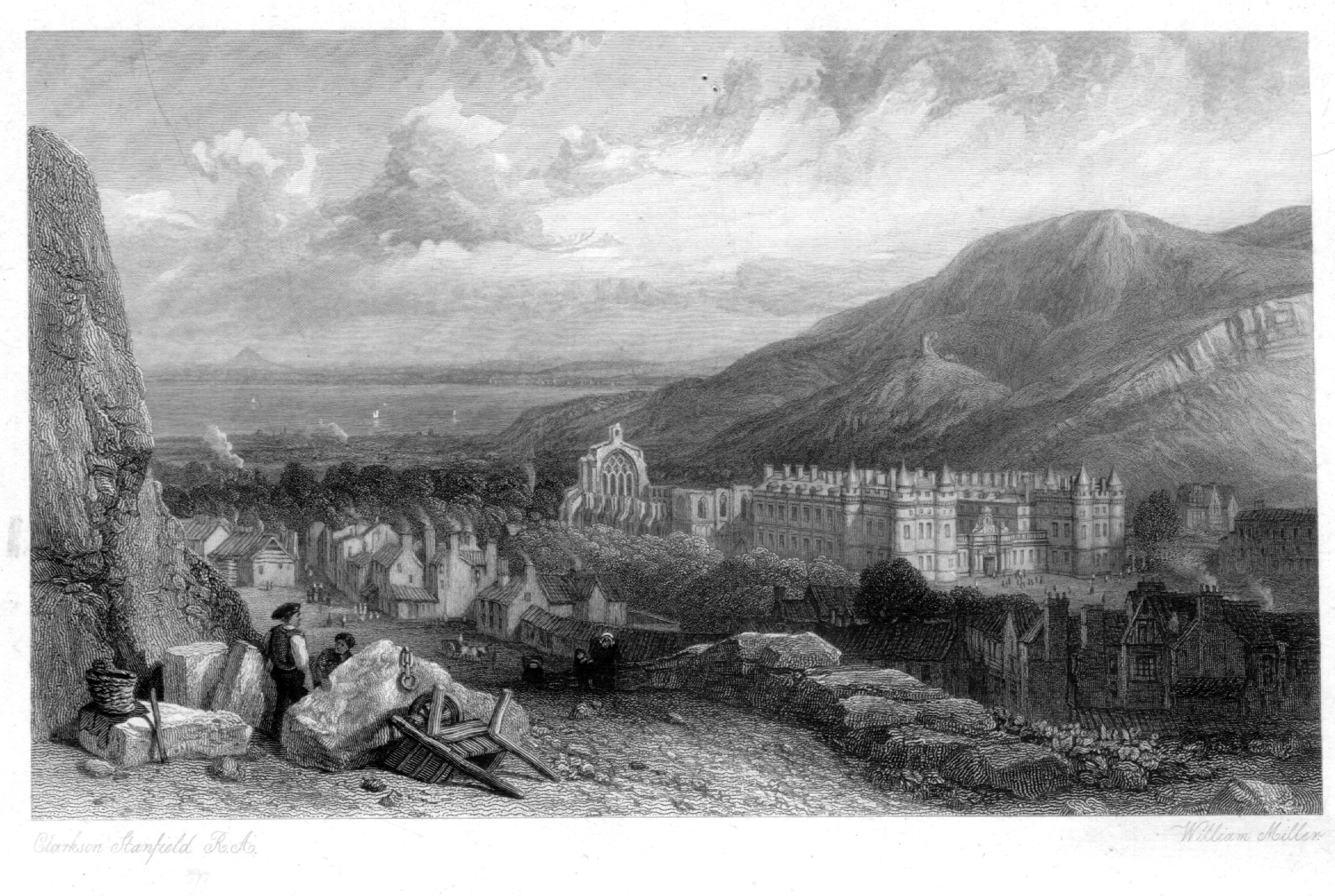
Le palais de Holyrood.

En cours de transfert, il est délivré par il ne sait qui, transporté il ne sait où, et finit par arriver à Édimbourg, au palais de Holyrood. Il y retrouve Fergus MacIvor, qui le présente au prince Charles Édouard, fils du prétendant. Ulcéré de l’injustice que lui fait subir sa hiérarchie, Édouard accepte de combattre dans les rangs jacobites. Au palais, il retrouve aussi le baron Bradwardine, sa fille Rose et surtout Flora, la dame de ses pensées. Mais Flora, du premier regard, lui signifie qu’elle n’aura jamais pour lui que des sentiments d’amitié.
Lors de la bataille de Prestonpans (21 septembre 1745), Édouard vêtu en Highlander combat contre son ancien régiment de dragons hanovriens, contre la compagnie qu’il commandait, contre les hommes qu’il y avait amenés de son domaine, et il doit affronter le dernier regard de son ancien colonel, frappé à mort. Après la bataille, il doit essuyer les reproches d’un prisonnier, un autre colonel « habit rouge » à qui il vient de sauver la vie, le colonel Talbot, un ami de son oncle. Édouard est chargé de le garder. Ensemble ils découvrent une machination : le bandit Donald Bean Lean avait dérobé le cachet d’Édouard, pouvant ainsi entretenir une fausse correspondance et faire se mutiner la compagnie de l’étourdi. Quant à Fergus, il semblerait bien qu’il ait utilisé le charme de sa sœur à des fins de compromission, de propagande et de recrutement. Édouard est plus coupable de naïveté que de haute trahison.
Renonçant à séduire Flora, Édouard se rabat sur Rose. C’est le moment que choisit Fergus pour lui annoncer son intention d’épouser celle-ci, par pur intérêt. Fergus ne manque pas de s’emporter violemment parce qu’Édouard ne veut plus de sa sœur. L’intervention du baron Bradwardine et du prince empêche un duel. Lors de la retraite de décembre, Flora ayant éclairé son frère, les deux hommes se réconcilient. Mais Fergus est capturé lors de l’escarmouche de Lord Londasle, sur la lande de Clifton (19 décembre 1745).
Après la déroute jacobite (bataille de Culloden, le 16 avril 1746), Fergus est exécuté, tandis qu’Édouard est gracié. Édouard l’Anglais épouse Rose, l’Écossaise, scellant l’unité retrouvée. À force d’indécision, le héros bourgeois a réussi la synthèse des inconciliables. Au terme d’une quête d’identité personnelle, il s’est découvert une identité collective. Édouard peut se dire « avec fermeté, mais non peut-être sans un soupir : « Le roman de ma vie est fini ; son histoire réelle commence. »

## Personnages

### Capitaine Édouard Waverley
Anglais. N’ayant vécu que dans les livres, il est complètement coupé des réalités. Sa vie est « un songe ». Scott cependant nous prévient que son mal est moins grave que celui de don Quichotte : son intelligence ne dénature pas les objets qu’il perçoit ; il les voit dans leur réalité, mais en leur prêtant des couleurs romanesques. Édouard est donc innocent, chimérique, réservé, apathique, ingénu, indécis, inconstant, effacé, distrait, ou bien encore insipide, ennuyeux, plat, « un morceau de débilité, dit Scott, et s’il avait épousé Flora, elle aurait fait de lui une potiche de cheminée ».
Il ne passe pas pour très habile à démêler ses véritables sentiments. Il n’est bâti ni pour l’action politique, ni pour l’héroïsme. Les intrigues et les querelles l’ennuient. Il a des talents, mais ne cherche pas à prendre dans la société la place que ces talents pourraient lui assurer. Il ne cherche pas non plus à les développer pour servir quelque cause, pour se lancer dans quelque entreprise grande et périlleuse.
Capable de se battre (ou, plus exactement, de se porter au secours des blessés ou de protéger un ennemi de son bouclier), il préfère « admirer la lune et citer une stance du Tasse ». Véritable « girouette » comme dit Fergus, il se laisse mener au gré des rencontres, « résolu de s’abandonner aux circonstances ». Il a tendance à se lever tard : c’est pour s’apercevoir que quelqu’un s’est battu en duel à sa place, ou que son armée est déjà en route pour la bataille. Édouard est résumé dans la scène où des inconnus énergiques, parlant une langue dont il ne comprend pas un mot, armés d’intentions dont il ignore si elles sont amicales ou hostiles, le traînent puis le transportent en ballot dans un plaid, courant vers une destination dont il ne sait rien.
Ce médiocre personnage, qui perçoit l’inanité de l’engagement et la cruauté de l’héroïsme, donne une leçon profondément bourgeoise : il survit aux héros, il connaît le bonheur domestique pour lequel il est fait, il va pouvoir transmettre l’héritage familial. C’est la morale de Scott, « bien formé par le libéralisme et l’empirisme » : dans l’être humain, le sage instinct de transmission précède les dangereuses griseries de la politique, le privé est plus important que le public, la nature de l’individu est plus importante que l’Histoire.

### Autres personnages
- Sir Éverard Waverley de Waverley-Honour, Anglais, oncle d’Édouard, tory, perpétuant la tradition jacobite de la famille. Édouard vit chez lui huit mois de l’année.
- Richard Waverley, Anglais, frère cadet de sir Éverard et père d’Édouard. Par intérêt professionnel, il s’est déclaré whig et partisan des Hanovres. Il travaille à Londres pour le gouvernement hanovrien.
- Pembroke, prêtre anglais non assermenté, précepteur d’Édouard. Auteur de deux formidables recueils d’élucubrations insipides, d’un style « lourd et stupide », prêchant la révolte jacobite, ouvrages dont le public est privé « par la lâcheté égoïste des libraires ».
- Colonel G…, Anglais commandant le régiment de dragons d’Édouard. Incrédule et très dissipé dans sa jeunesse, il aurait eu une apparition, qui expliquerait qu'il soit devenu subitement sévère, et même « enthousiaste ». Parfois exalté, mais jamais hypocrite.
- Davie Gellatley (« Davie Do-Little »), Écossais des Lowlands, pauvre innocent, « plus fripon que fou », ne s’exprime qu’en chants devant les étrangers. Il fait preuve d’une étonnante présence d’esprit pour sauver la vie du baron Bradwardine.
- Cosme-Comyne, baron Bradwardine, Écossais des Lowlands, jacobite, ami de sir Éverard. Original, formaliste, pédant, il émaille ses propos de citations latines, jusqu’au cœur de la bataille. Ridicule, mais noble et généreux.
- Rose Comyne Bradwardine, dix-sept ans, fille du baron, simple, timide, douce, modeste, sensible. Toujours gaie.
- Duncan MacWheeble, bailli du baron Bradwardine. Il parle « comme un ordre de payer ». Dans l’armée jacobite, il devient commissaire des guerres.
- « Falconer » Balmawhapple, Écossais des Lowlands, « lourde brute », jeune laird têtu et emporté. À la bataille de Prestonpans, des dragons hanovriens lui fendent le crâne, décelant la présence d’une cervelle, « ce dont on avait toujours douté pendant sa vie ».
- Enseigne Evan MacIvor de Tarrascleugh, ou Evan Dhu, ou Evan MacCombish, ou Evan Dhu MacCombish, Écossais des Highlands, négociateur de Fergus MacIvor, brave, dévoué, d’une inaltérable fidélité. Au juge qui lui recommande de déposer un recours en grâce, il répond : « Je n’ai rien à vous demander, sinon d’ordonner qu’on m’ôte mes fers, qu’on me rende ma claymore et qu’on me permette de m’approcher de vous pendant deux minutes[18]. »

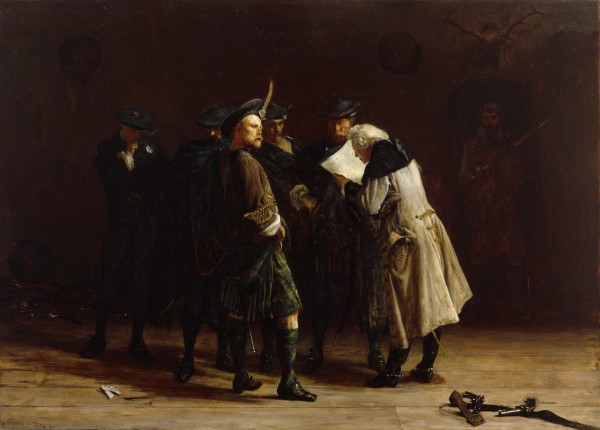
Jacobites, en 1745.

- Donald Bean Lean, bandit des Highlands cherchant à se faire passer pour un Robin des Bois. Ambitieux, sans scrupules, audacieux, intrigant, il vit sous la protection de Fergus MacIvor, qu’il craint et qu’il n’aime pas. Des jacobites le chargent de missions secrètes, et notamment de renseigner sur la force des régiments hanovriens stationnés en Écosse. Il rêve de quelque coup d’éclat qui lui permettrait de faire fortune, de quitter une situation précaire et dangereuse. Ne pouvant se résoudre à voir en Édouard un simple touriste, il le prend pour un jacobite. Il interprète son indifférence comme de la défiance à son égard, ce qui le dépite fort. Voulant à tout prix être mêlé aux lourds secrets de son hôte, il lui dérobe son cachet. Lorsqu’il prend enfin la mesure du détachement du jeune homme, il utilise le cachet pour ourdir la machination qui compromet Édouard et suscite une mutinerie dans l’armée régulière.
- Alix, fille de Donald, la meilleure danseuse de strathpeys de toute la vallée.

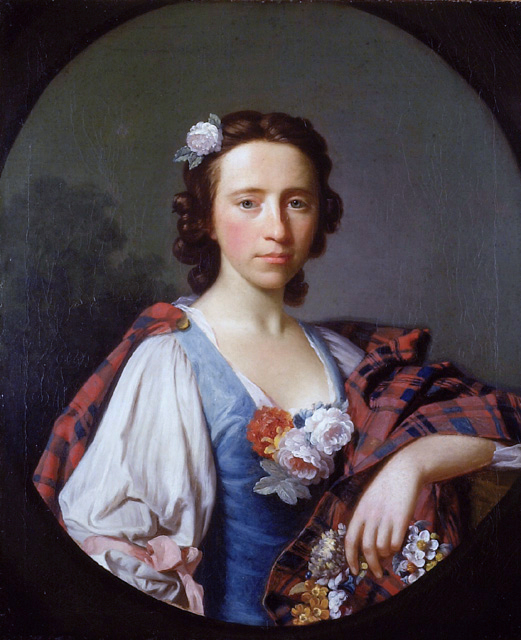
Flora MacDonald a inspiré en partie le personnage de Flora MacIvor.

- Colonel Fergus MacIvor « Vich Ian Vohr » de Glennaquoich, Écossais des Highlands, jeune chef du clan Ivor, brave, généreux, ardent, impétueux, énergique, mais également souple, sournois, méchant : il a « un bon cœur quand il n’est pas dans ses accès de colère ». Orphelin, il a bénéficié ainsi que sa sœur des soins du prétendant Jacques François Stuart et de son épouse. Élevé en France, il est fin et spécieux. Écossais, il est hautain, faux et vindicatif. Sa tête est un foyer perpétuel d’intrigues et de projets, et ses entreprises militaires ou matrimoniales sont toujours mêlées à de sombres plans d’ambition et de fortune.
- Callum Beg, gilly-more de Fergus, page rusé, froid et déterminé.
- Flora MacIvor, sœur de Fergus. Amie intime de Rose Bradwardine, elle est aussi grave que celle-ci est gaie. Son enfance malheureuse d'orpheline lui a en effet laissé un caractère réfléchi. Élevée en France grâce à la tendre sollicitude de Marie-Clémentine Sobieska, l'épouse du prétendant. Formée aux littératures française, italienne et anglaise, elle se passionne pour la musique et les traditions poétiques des Highlands. Prête à braver tous les dangers et à endurer tous les sacrifices pour la cause de la famille Stuart. Mais cet attachement fanatique est pur. Plus fort que celui de son frère, il n'est pas comme chez Fergus entaché d'intérêt : ce ne sont ni la gloire ni le pouvoir qui le motivent. De même, et toujours au contraire de Fergus, l'amour que Flora porte aux membres de son clan est désintéressé : elle ne songe qu'à les arracher « à la misère ou du moins aux privations et à la tyrannie étrangère[19] ». Le personnage est inspiré en partie par Flora MacDonald, figure héroïque du jacobitisme[20].
- Ebenezer Cruickshanks, Écossais des Lowlands, aubergiste, whig fanatique, puritain, cupide et impudent.
- John Mucklewrath, Écossais des Lowlands, maître forgeron et professeur (saint homme), whig, presbytérien intolérant, ivrogne et malheureux en ménage. On doit l’empêcher de plonger un fer rouge dans le gosier de sa bruyante femme.
- Mistress Mucklewrath, épouse de John, au verbe haut en couleur. Elle méprise son mari, l’humilie à plaisir et le trompe effrontément.
- Révérend Morton, Écossais des Lowlands, pasteur de Cairnvreckan. Il prêche aussi bien les œuvres pratiques du christianisme que ses dogmes, On ne peut déterminer s’il appartient au parti évangélique de l’Église d’Écosse ou au parti modéré. Ses paroissiens, touchés par ses exhortations au bien, lui cachent tout ce qui, dans leur comportement, pourrait lui faire de la peine.
- Major Melville, Écossais des Lowlands, laird de Cairnvreckan. Froid et prudent, portant un regard sévère sur les humains, il remplit avec honneur et intégrité les fonctions de juge de paix.
- Brigadier Humphry Houghton, Anglais, fils de Job Houghton, un des fermiers de l’oncle d’Édouard. Intelligent et actif, il a une grande influence sur ses camarades anglais, les vingt jeunes gens des domaines de Waverley-Honour qui ont suivi Édouard à l’armée, s’enrôlant dans sa compagnie de dragons.

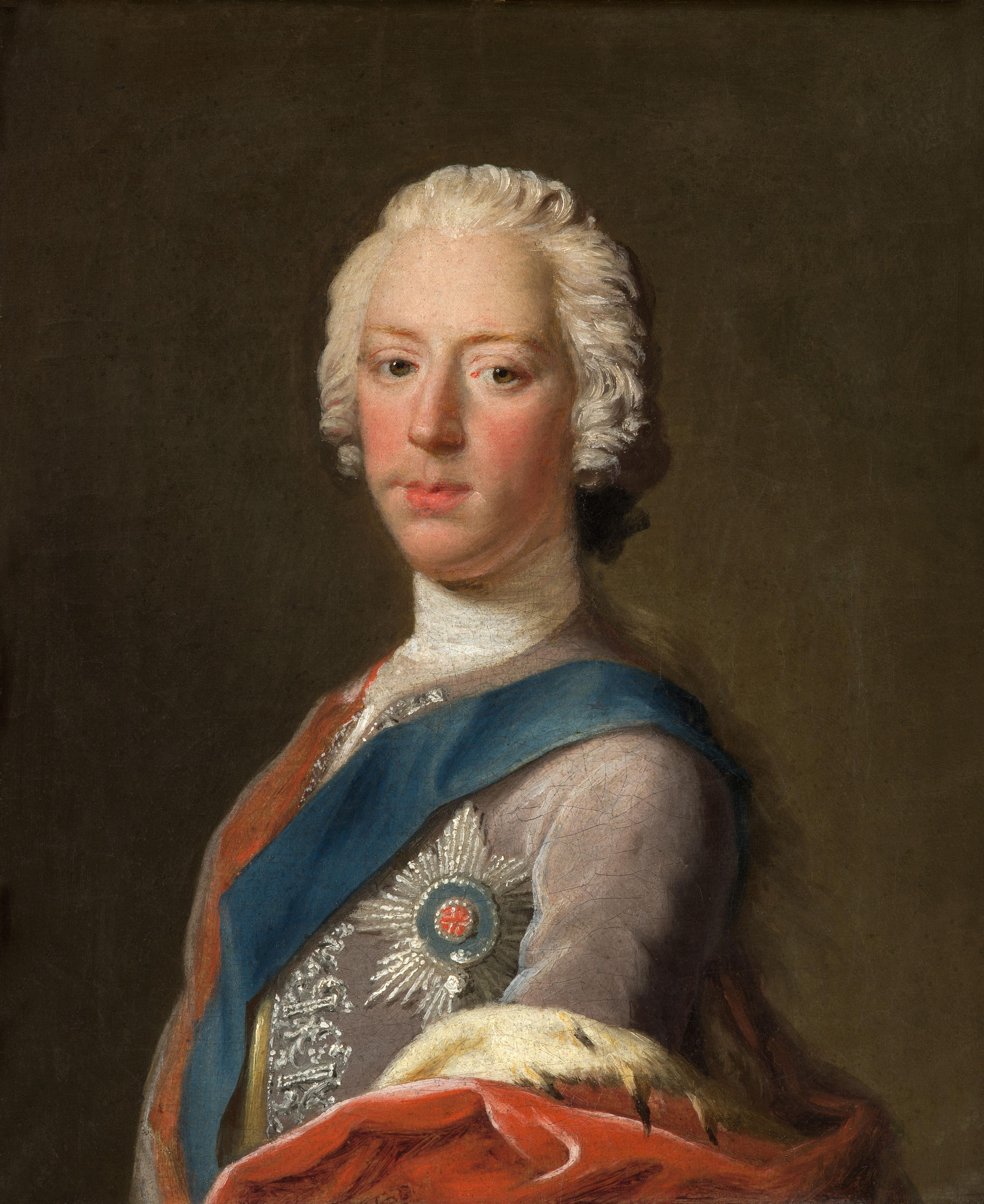
Le prince Charles Édouard Stuart.

- « Gifted » Gilfillan, Écossais des Lowlands, de la secte des caméroniens, presbytériens austères. Dur, sévère, orgueilleux, sombre fanatique, dévot hypocrite et dédaigneux, il prétend faire marcher ses hommes au rythme du cent dix-neuvième psaume, exécuté au tambour.
- Jeannette Gellatley, mère de Davie. Écossaise des Lowlands, sa mère étant des Highlands. Jadis accusée de sorcellerie, elle fut tirée du bûcher par le baron Bradwardine.
- Prince Charles Édouard Stuart, personnage historique. Petit-fils de Jacques VII d'Écosse (Jacques II d'Angleterre) et fils du prétendant Jacques François Stuart.
- Colonel Philippe Talbot, de l’armée régulière. Anglais flegmatique, ami de sir Éverard, brave et humain, mais aigre et intolérant vis-à-vis des jacobites.
- Alick Polwarth, ancien paysan du comté de Merse (Lowlands), domestique d’Édouard. Il s’est engagé dans l’armée jacobite parce que Jenny Job a dansé tout une nuit avec Bullock, caporal de fusiliers anglais. Grand ami de la vérité, il aime à raconter les carnages et les exécutions sanglantes.
- Jacob Jopson, Anglais du Cumberland, vieux fermier honnête, hospitalier, bienveillant et désintéressé : « Ignores-tu que les dragons sont dans le village, et que s’ils te rencontrent, ils te hacheront comme un navet[21] ? »
- Cicily Jopson, fille de Jacob, aux joues fraîches comme la cerise.
- Édouard Williams, dit Ned, amoureux de Cicily.

## Accueil
Le succès de ce premier roman est « phénoménal ». Le livre a un retentissement considérable. On célèbre son charme magique, l’union de la fantaisie et de la vérité. Thomas Carlyle remercie Scott de montrer l’histoire faite par des hommes de chair et de sang. Goethe, parlant de « très grande intelligence de l’art », range Waverley « à côté de ce qui a été écrit de meilleur au monde ». Et Balzac voit tout de suite en Scott un rénovateur exemplaire du genre romanesque.
Waverley est si populaire que les romans suivants de Scott (à l'exception des Contes de mon hôte) portent pour signature « l'auteur de Waverley », et sont bientôt désignés sous le nom collectif de Waverley Novels (« romans de Waverley »).

## Analyse
Le propos de Scott est de peindre coutumes et gens d’Écosse, comme son amie Maria Edgeworth a fait pour l’Irlande. Depuis la Révolution française, les peuples ont le sentiment d’exister. On découvre l’œuvre de Herder et celle de Hegel. Selon ces penseurs, chaque peuple a sa destinée propre, chaque peuple représente une idée. Et cette idée confère un sens à la destinée individuelle. L’individu se définit donc par le peuple auquel il appartient, lequel se définit lui-même par l’endroit où il vit, et par ses traditions. Le champ est donc ouvert aux minutieuses descriptions de Walter Scott concernant le décor, le climat, l’économie, les coutumes. Tous ces éléments fondent l’identité du peuple, identité parfois menacée. Dans Waverley, l’individu et le peuple découvrent la place qui leur est assignée dans l’Histoire, non plus par le hasard, mais par une nécessité historique. « Scott donne une leçon d'histoire, dit Henri Suhamy, et d'histoire totale, au sens moderne, celle des mœurs, des mentalités, des conditions de vie. »

### Place dans l'histoire littéraire
En 1898, Louis Maigron reconnaît des prédécesseurs à Scott, mais pour lui Waverley est le premier « vrai » roman historique. Maigron consacre une étude, Le Roman historique à l'époque romantique, à l'influence de Scott sur les romantiques français, aux techniques novatrices apparues dès Waverley, qui vont permettre de façonner le roman moderne.
En 1937, Georg Lukács (Le Roman historique) voit dans Waverley la rupture avec le genre de l'épopée, la naissance du roman réaliste du XIXe siècle et de ce qu’il appelle « la forme classique » du roman historique. Il situe en 1814 — l’année de la parution de Waverley — le début de l’ère classique du roman historique, laquelle prend fin, selon lui, en 1848.
« Waverley, dit Henri Suhamy, n'est pas une œuvre parfaite, et de toute façon la perfection artistique n'est jamais ce qu'on attend de Scott […] Il faut prendre ce roman comme il est, un grand classique, une grande date dans l'histoire de la littérature, dont la lecture, loin d'être une corvée culturelle, captive d'un bout à l'autre. »

### Formule du roman historique de Walter Scott
Dans Waverley, Scott a déjà trouvé sa formule définitive du roman historique, « roman historique à sa façon, c'est-à-dire un récit situé dans le passé et organisé autour d'une intrigue fictive où l'on voit un groupe de personnages traverser une crise historique ».
- L’action se passe en 1745, et Scott dit commencer le roman en 1805. Stendhal voit dans ce délai de 60 ans « l’exemple même d’une bonne distance temporelle qui peut convertir la politique en histoire[34] ».
- Le personnage central n’est pas un personnage historique, mais fictif. Son manque d’enthousiasme, sa transparence lui permettent de se mêler au peuple comme d’approcher les figures historiques des deux camps.
- Le héros du livre n'est donc pas le fade Édouard. Les pôles d’intérêt du livre, ce sont les antagonismes sociaux, les luttes. Scott aime peindre les remous profonds qui divisent une société.
- Plus précisément, il choisit de nous faire vivre la crise, le moment particulièrement dramatique de l’Histoire où l’ordre ancien va basculer pour céder la place à l’ordre nouveau. Après la rébellion jacobite de 1745, la puissance patriarcale des chefs de clan et la juridiction féodale des barons et de la noblesse des Lowlands sont abolies. « Il n’est pas de nation en Europe, dit Scott, qui, dans le cours d’un demi-siècle ou guère plus, ait éprouvé un changement aussi complet que le royaume d’Écosse[35]. » Les mœurs, les préjugés, les croyances et les coutumes de la vieille Écosse, les antiques vertus telles que le sens de l’hospitalité, le désintéressement, l’honneur, la loyauté, Scott les évoque avec tendresse et respect. Mais, au jour où il écrit, la page est tournée, il en prend son parti : l’extension du commerce a contraint « les gens du vieux levain » à se fondre dans la Grande-Bretagne libérale, dans la Révolution industrielle, dans un mode de vie moderne pour adorer « le dieu Argent des Anglais[36] ».

## Traductions en français

### Premières traductions des romans de Scott
Waverley ne paraît pas tout de suite en français.
- C'est d'abord Guy Mannering, deuxième roman de Scott, qui est traduit par Joseph Martin, et qui paraît chez Plancher en 1816[37].
- La première série des Contes de mon hôte (Le Nain mystérieux et Les Puritains d'Écosse, quatrième et cinquième romans de Scott) est publiée sans nom de traducteur par Gabriel-Henri Nicolle en 1817[38]. La traduction serait, selon Antoine-Alexandre Barbier, d'Auguste-Jean-Baptiste Defauconpret[39].
- L'Antiquaire, troisième roman de Scott, est traduit par Sophie de Maraise, et paraît chez Renard la même année, en 1817[40].

Enfin, Waverley, premier roman de Scott, est traduit par Joseph Martin (le traducteur de Guy Mannering) sur la quatrième édition en langue anglaise. En 1818, quatre ans après sa parution outre-Manche, il est édité chez Perronneau en quatre volumes in-12, sous le titre Waverley ou l'Écosse il y a soixante ans, roman historique, contenant les principaux événements de l'expédition du prince Édouard en 1745. Il n'a guère de succès : il n'est pas réimprimé l'année suivante, seuls les titres changent.
Le démarrage laborieux des ventes de Scott en France pourrait être dû, selon Joseph-Marie Quérard, à la « médiocrité » des traductions de Joseph Martin et de Sophie de Maraise et à la « maladresse » de leurs éditeurs. La vente du Nain mystérieux et des Puritains d'Écosse ne s'emballe pas non plus, mais ce sont tout de même Defauconpret et Nicolle qui vont faire connaître en France les romans de Scott : les traductions de Defauconpret, bien que « pâles copies de l'original », sont appréciées de ses contemporains ; et Nicolle va faire de la publicité pour ces livres.
Nicolle et Charles Gosselin son successeur rachètent les droits de traduction des trois premiers romans. Waverley paraît en 1820 chez Nicolle, avec le nom du traducteur Joseph Martin ; puis en 1822 chez Gosselin, toujours avec le nom de Joseph Martin.
La signature des traducteurs Martin et Maraise disparaît ensuite pour être remplacée par celle de Defauconpret. Dans l'édition des œuvres complètes en 84 volumes (1826-1833) chez Gosselin et Sautelet, toute la traduction est attribuée à Defauconpret. Quérard s'interroge sur ces changements de nom. Les traductions des trois premiers romans de Scott n'ont-elles été rachetées que pour neutraliser la concurrence, sans dessein de les publier ? Ont-elles été purement et simplement attribuées à Defauconpret, dans un premier temps ? Lui ont-elles servi de modèle pour une nouvelle traduction ? Ont-elle été revues par lui ? Ou réécrites par son fils ? Ce dont Quérard paraît certain, c'est que la traduction de L'Antiquaire par Sophie de Maraise n'est pas celle proposée par la suite sous la signature Defauconpret.
Une autre traduction de Waverley, par Albert Montémont, apparaît chez Armand-Aubrée en 1830, dans une édition d'œuvres de Scott en 27 volumes.

### Éditions récentes deWaverley
- Waverley ou Il y a soixante ans, dans Waverley, Rob Roy, La Fiancée de Lammermoor, coll. « Bouquins », Laffont, 1981. Préface, présentation, chronologie et notes de Michel Crouzet. Traduction d'Auguste-Jean-Baptiste Defauconpret  (ISBN 978-2221502501).
- Waverley ou C'était il y a soixante ans, dans Waverley et autres romans, coll. « Bibliothèque de la Pléiade », Gallimard, 2003. Introduction de Jean-Yves Tadié. Traduction, présentation et notes de Waverley par Henri Suhamy. Chronologie et bibliographie par Sylvère Monod  (ISBN 978-2070116195).

## Musique
- Waverley, poème symphonique, sous-titré Grande Ouverture composée en 1828 par Hector Berlioz.